# Putování po stopách Železné koruny
Putování po stopách Železné koruny je sportovní akce, která se koná na Frýdlantsku a v severních částech Jizerských hor. Její název odkazuje k dílu Václava Kaplického nazvanému Železná koruna. Počínaje rokem 2003 se k názvu akce doplňuje podtitul „Memoriál Ivana Kuchaře“ na památku muže, jenž byl mezi roky 1976 až 1984 předsedou Klubu turistů Hejnice, který celou akci pořádá.

## Historie
První ročník se uskutečnil roku 1973 (v neděli 30. září) a zpočátku se ho účastnili pouze pěší, kteří si mohli vybrat mezi dvěma trasami o délkách 25 nebo 50 kilometrů. Počet tras i jejich délka se postupně mění. Počínaje rokem 1995 jsou vytyčeny i speciální trasy pro cykloturisty. Například v roce 2008 volili turisté mezi trasami o délkách 6, 16, 25 nebo 35 kilometrů a cyklisté měli na výběr ze dvou tras o délkách 35 či 70 kilometrů.
Počet účastníků pochodu kolísá. Nejvyšších počtů dosahovaly první ročníky, jichž se účastnilo přes 500 turistů. Rekordním se stal rok 1976, kdy se na trasy vypravilo 768 turistů. Naproti tomu nejmenší účast zaznamenal rok 1990, kdy vyrazilo 25 lidí. Tento počet je ovšem ovlivněn povětrnostními podmínkami, tedy intenzivními dešti, které tehdy panovaly. V roce 2010 se navíc 38. ročník Putování vůbec neuskutečnil, neboť kraj krátce před jeho konáním postihly záplavy.

## Občerstvení
Absolventi závodu v cíli dostávají diplom, osvědčující zvládnutí celé trasy, dále polévku a chléb s vaječnou pomazánkou. V prvních ročnících pochodu však absolventi dostávali místo pomazánky vuřty. Když ale během září 1976, bezprostředně před zahájením čtvrtého ročníku pochodu, nastal jejich nedostatek, servírovali organizátoři pochodu místo špekáčků chléb s pomazánkou. Připravený pokrm měl mezi turisty takový ohlas, že se pak stal nedílnou součástí Pochodů a je od toho roku podáván jeho účastníkům.
Pořadatelé pak celé Putování zakončí při společenském setkání pravidelně pořádaném v chatě Hubertka u Lázní Libverdy.